# Đài tưởng niệm Bolesław III Wrymouth ở Płock
Đài tưởng niệm Bolesław III Wrymouthed ở Płock (tiếng Ba Lan: Pomnik Bolesława III Krzywoustego w Płocku) để thể hiện hình ảnh hoàng tử Bolesław III the Wrymouthed (người trị vì Ba Lan trong những năm 1107-1138, sinh ngày 20 tháng 8 năm 1086 tại Płock) ngồi trên lưng ngựa, được bao quanh bởi một nhóm chiến binh đi bộ với các biểu ngữ.
Tượng đài được làm bằng sa thạch nhẹ. Cao hơn 5 mét và nặng khoảng 21 tấn. Việc xây dựng tượng đài được khởi xướng bởi Marian Wilk theo quyết định của chủ tịch (lúc đó) của Płock, Miroslaw Milewski. Nhà điêu khắc là Zbigniew Mikielewicz. Vào ngày 31 tháng 7 năm 2012, tượng đài đã tọa lạc trên Quảng trường Hoàng tử (tiếng Ba Lan: Plac Książęcy) gần phố Piekarska và nhà thờ giáo xứ St. Bartholomew. Vị trí ban đầu của di tích, Quảng trường Gabriel Narutowicz, đã được thay đổi vào năm 2011 theo quyết định của Hội đồng thành phố Płock.
Trong Nhà nguyện Hoàng gia ở phía bắc của Nhà thờ Płock là một chiếc quách bằng đá cẩm thạch tạo thành một ngôi mộ với hài cốt của hai nhà cai trị Ba Lan: Bolesław III the Wrymouthed (1086-1138) và cha của ông là Władysław I Herman (c.1043. cũng là hoàng tử và người trị vì Ba Lan trong những năm 1079-1102.
Trong triều đại của những người cai trị này, từ năm 1079-1138, Płock là thủ đô của Ba Lan.

## Lịch sử
Đài tưởng niệm Bolesław III the Wrymouthed ở Płock đã chính thức được khánh thành vào ngày 28 tháng 9 năm 2012.